# تاريخ قم

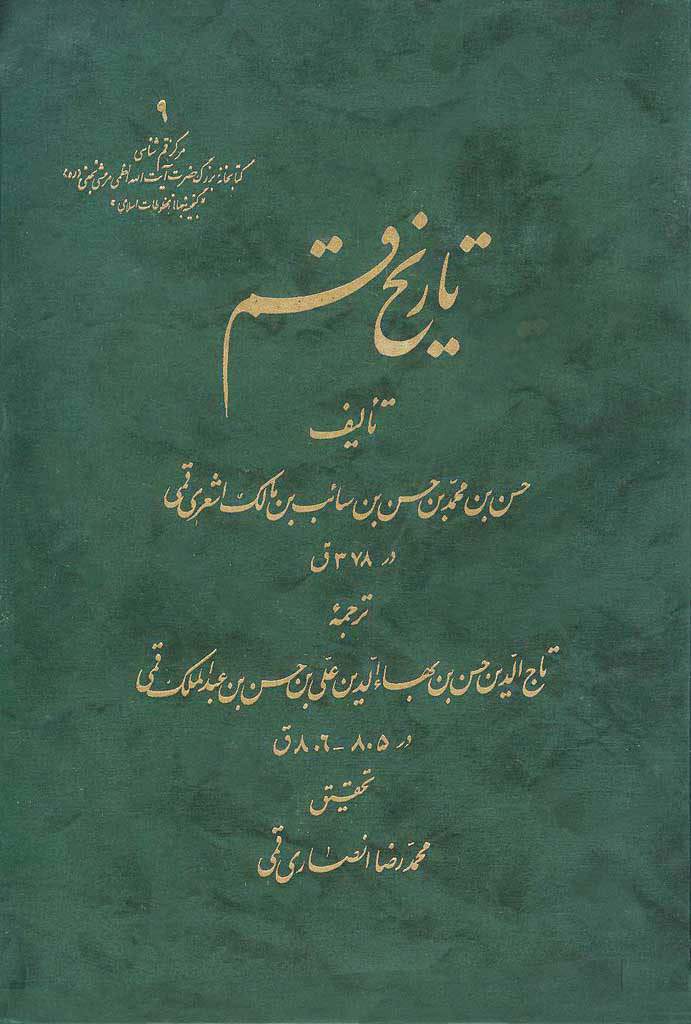
الصفحة الأمامية لكتاب تاريخ قم

تاريخ قم هو كتاب تاريخي باللغة العربية عن مدينة قم. كتبه حسن بن محمد قمي في عام 1988. فقد الكتاب الأصلي ولم يعد موجودًا، إلا أنه تم الاحتفاظ بالترجمة الفارسية للقرن الخامس عشر على يد حسن بن علي قمي. 
خلال العصور الوسطى، حظيت العديد من المدن الإيرانية (مثل قم) بكتب تاريخ محلية خاصة بها كتبت عنها، لكن معظمها فُقد. لم يتبقى لدينا منها سوى الكتب التي تركز في الغالب على الأمور الدينية، بدلًا من تاريخ المدينة نفسها. يركز كتاب تاريخ قم على الموضوع الثاني؛ الأمور الدينية. 
التفاصيل المتعلقة بحياة حسن بن محمد قمي يكتنفها الغموض. هو من أصل عربي، ويتحدر بنسبه من الإمام الأشعري الذي حكم مدينة قم ذات يوم. تشير المصادر التي استند إليها في عمله إلى أنه كان عالمًا شيعيًا محليًا، وعلى ذلك كان على الأرجح أحد أوائل المؤرخين الشيعة في إيران الذين تم الحفاظ على أعمالهم. عمل خلال فترة حكم شقيقه أبو القاسم علي بن محمد كاتب جابي ضرائب (استلم منصبه سنة 963)، وجمع خلال تلك الفترة معظم المصادر التي استخدمها في تأليف الكتاب. لم يذكر حسن في عمله أي رحلات أقامها خارج قم في جمع الكتب، لكنه ذكر الأشخاص الذين كان على تواصل معهم، ومن بينهم الوزير البويهي الصاحب بن عباد (توفي سنة 995)، والذي كرس له عمله؛ تاريخ قم. كتب حسن عمله بنفس أسلوب كتاب تاريخ أصفهان الذي لم يعد موجودًا اليوم، لمؤلفه حمزة الأصفهاني (توفي بعد عام 961).

## لمحة حول الكاتب
يشار إلى الكاتب بصورة مختلفة حسب اختلاف المصادر. أشار إليه ابن طباطبة العلوي الأصفهاني باسم أبو علي حسن بن محمد بن حسن بن صائب بن مالك الأشعري القمي، وأشار إليه الأفندي الأصفهاني باسم حسن بن محمد بن حسين الشاني أو الشيباني. إلا أنه في بعض مواضع الكتاب، أشار الكاتب إلى نفسه باسم حسن بن محمد بن حسن القمي، أو حسن بن محمد.
كان من كبار علماء الإمامية (الشيعة الإثنا عشرية)، وعاصر الشيخ الصدوق الذي نقل أحاديث من أخيه، أو ربما كان هو أيضًا أخًا للصدوق.
لا توجد معلومات عن سيرة الكاتب. كتب المستشرق الألماني بروكلمان أنه توفي في سنة 1015 ميلادية (406 هجرية). تاريخ قم هو العمل الوحيد المتاح لدينا لكاتبه، إلا أن المقدمة التي كتبها تشير إلى إعداده مجموعتي قصائد لجعفر بن محمد بن علي العطار للصهيب بن عبّاد بن أبو الفهد العميد.

## الزمن ودافع الكتابة
تاريخ قم، أو كما سمّي أصلًا «كتاب قم»، كتب باللغة العربية في فترة حكم الصاحب بن عبّاد (326/937 – 385/995). على اعتبار أنه في الفصلين 11 و13 من الكتاب، أشار الكاتب إلى أحداث سنة 378/988، فلا بدّ أن الكتاب كتب نحو 378/988 أو 379/989.
أشار المؤلف نفسه إلى ثلاثة دوافع لكتابة الكتاب، أهمها أنه لم يكن هناك كتاب يروي أحداث مدينة قم في ذلك الوقت.
لا دليل حاسم على تواجد النص العربي للكتاب بعد القرن الخامس عشر الميلادي (التاسع الهجري). قال محمد باقر المجلسي إنه لم يجد النص العربي الأصلي للكتاب، وعلى ذلك طلب ترجمته.
مع ذلك، هناك دليل على تواجد النص العربي حتى القرن العشرين (الرابع عشر هجرية). كتب نوري سيد أحمد الحسيني العاملي، وحفيد المحقق الكركي، ومؤلف كتاب «منهاج الصفوي» (كتب في 1604/1013) أن النص العربي للكتاب وضع تحت تصرفه. في تعليقاته على كتاب «نقد الرجال»، اطلع محمد علي بهبهاني على النص الأصلي لكتاب تاريخ قم. حسب الأمير علي أكبر الفيض القمي في سيرته الذاتية لشعراء قم، كان هناك نص عربي لتاريخ قم في مكتبة الأمير سيد محمد شحشاني في أصفهان في عهد القجر.
أيضًا، ذكر سيد محسن أمين توافر مخطوطة للكتاب في المكتبة الششترية الحسينية في النجف، ولكنه لم يكن متأكدًا ما إذا كانت باللغة العربية أو أنها الترجمة الفارسية. النص العربي غير متوفر اليوم، والموجود لدينا هو الترجمة الفارسية فقط.